# S (album)
S – drugi album studyjny polskiego zespołu blackmetalowego Morowe. Wydawnictwo ukazało się 14 lutego 2014 roku nakładem wytwórni muzycznej Witching Hour Productions. Nagrania zostały zarejestrowane, zmiksowanie i zmasteriowane w Czyściec Studio w Chorzowie pomiędzy lipcem a grudniem 2012 roku.

## Lista utworów
Opracowano na podstawie materiału źródłowego.
Muzyka i słowa: Morowe.
1. "W" - 02:11 (utwór instrumentalny)
2. "W pokoju magii" - 05:06
3. "Wszechświat przyciąga" - 05:25
4. "Ważne" - 08:48
5. "Oni przyjdą" - 05:26
6. "Nocna strawa" - 07:47
7. "Z1" - 03:01 (utwór instrumentalny)
8. "Muchy" - 05:12
9. "Trzecia dłoń" - 06:30
10. "Z2" - 02:27 (utwór instrumentalny)